# 金土ジャンクション
金土ジャンクション（クムトジャンクション）は大韓民国京畿道城南市寿井区にある京釜高速道路と龍仁ソウル高速道路を結ぶジャンクションである。龍仁方面から京釜高速道路への進入ならびに京釜高速道路からソウル方面への進入はできない。

## 歴史
- 2018年7月12日 - 分岐点京釜高速道路→龍仁ソウル高速道路出入りランプ開通[1]
- 2018年12月27日 - 分岐点龍仁ソウル高速道路→京釜高速道路出入りランプ開通[2]

## 接続する路線

### ソウル・釜山方面
- 京釜高速道路（48-1番）

### 龍仁・ソウル方面
- 龍仁ソウル高速道路（5A番）

## 隣
京釜高速道路
- (48) 大旺板橋IC - (48-1) 金土JCT - ソウル出会いの広場SA（釜山方面のみ） - (49) 良才IC

龍仁ソウル高速道路
- (5) 西板橋IC - 金土料金所 - (5A) 金土JCT - (6) 高登IC